# 常徳殲滅作戦
常徳殲滅作戦（じょうとくせんめつさくせん）とは、日中戦争中の1943年11月から12月の間に行われた、湖南省北部での日本軍と中華民国軍の戦闘である。常徳を拠点とする中国国民党軍の第6戦区軍に、日本の第11軍が相当の打撃を加えた。日本軍の秘匿名はよ号作戦。中国側での名称は常徳会戦。

## 背景
1943年（昭和18年）9月、太平洋方面で日本軍が次第に劣勢となる中、日本は絶対国防圏を構想し、その守備兵力として中華民国方面の戦力を大量に転用する「甲号転用」を計画した。その内容は、5個師団を即時転用するほか、機甲師団1個を含む5個師団を大本営直轄に移すというものだった。これは、広大な占領地を守る中国方面の日本軍にとっては負担であり、中でも隷下7個師団のうち精鋭3個師団の抽出が予定された第11軍では大問題となった。
そこで、第11軍司令官横山勇中将は、自軍の戦力が十分なうちに出撃して中国側の戦力を削ぎ、以後の防衛作戦を容易にするという作戦を立案した。具体的には、中国の第6戦区軍の拠点である常徳に侵攻して、守備隊と救援にくるだろう中国軍を捕捉撃破したうえ、すぐに撤収するというものだった。横山中将の上申を受けて、大本営は常徳作戦の実施を許可した。その目的としては中国戦線の維持に加え、ビルマ戦線への中国軍転用を牽制することも公式には作戦目的とされていたが、横山中将の主たる意図はあくまで中国戦線での積極防御にあった。秘匿名の「よ号作戦」は、横山軍司令官の頭文字と推測される。なお、甲号転用準備は並行して進行中で、10月頃には先遣隊がマリアナ諸島などへと出発し始めていた。

## 参加兵力

### 日本軍
- 第11軍 - 横山勇中将。配属部隊を合わせて35個歩兵大隊が基幹。
  - 第3師団、第13師団、第39師団、第40師団、第68師団ほか。
  - 配属部隊 - 第116師団、宮脇支隊ほか（第13軍より）。
- 航空部隊 - 第3飛行師団の偵察機など若干。

### 中国軍
参加兵力は30個師団から42個師団を数えたが、多くの師団は実兵力3,000-5,000人程度で、装備も不十分なものが多く、日本軍の師団より甚だしく劣弱であった。総兵力は約20万人である。航空兵力としてアメリカ陸軍航空軍の部隊が協力しはじめていたが、まだ完全に制空権を握ってはいなかった。
- 第6戦区軍 - 孫連仲将軍。4個集団軍。
- 第9戦区軍
- アメリカ第14空軍 - 各種軍用機200機。

## 経過

### 日本軍の侵攻
日本軍は、第1期作戦として、澧水北岸までの線への進撃を目指した。11月2日の作戦開始を決めた日本軍は、10月末に長江を渡河するなどして初期位置に集結した。北から順に第39師団（長江南岸の大平口）、第13師団、第3師団、第116師団、第68師団（華容県）と並んで南西方向へと侵攻を開始した。
日本軍の出撃を知った中国側は、第6戦区軍隷下の第10集団軍・第26集団軍・第29集団軍を華容・宜昌以西及び当陽北西に展開させて阻止攻撃を行わせつつ、常徳は第74軍（zh）に固守させることにした。そして、第18軍（zh）が機動反撃し、日本軍を洞庭湖畔に押し込んで殲滅するという作戦計画を立案した。しかし、大雨による土砂崩れが起きたりしたために第10集団軍などの移動が遅れ、中国側の計画は崩壊してしまった。
日本側の第1期作戦は順調に進み、第13師団などは11月6日頃まで本格的な抵抗には遭遇しなかった。中国側は第79軍の第194師団などが各個撃破されてしまった。日本側が警戒していたアメリカ軍機の空襲も、想定よりも少なかった。11月13日までに日本軍は予定の地点に到達した。

### 常徳城攻防戦
すぐさま日本軍は第2期作戦として、常徳への侵攻に移った。第13師団と第3師団、第116師団が南に転進して常徳を西側から迂回し、東側から侵攻する第68師団と協力して片翼包囲する作戦だった。第39師団は宜都から漢洋河に沿って側面援護についた。
中国側もこの頃には有力な抵抗ができる状況となった。中国側の史料によると、常徳に日本軍を誘いこんで殲滅する新たな作戦計画に移行したとしている。澧水岸から常徳西方にかけて中国軍の部隊が次々と進出し、迂回包囲を試みる日本軍部隊と激突した。中国側の抵抗で日本軍の歩兵第65連隊は連隊長が負傷し、一時は軍旗の焼却を検討するほど追いつめられた。恩施や衡陽、芷江を拠点としたアメリカ軍機による航空支援も活発化し、常徳陥落までに261回もの出撃を行った。11月25日には、P-40戦闘機の攻撃で、日本軍歩兵第6連隊中畑護一連隊長が戦死した。
それでも日本軍の進撃を阻止はできなかった。澧水岸の石門県などを守備した中国第73軍（zh）は兵力の80%を失い、隷下の暫編第5師団は師団長の彭士量（zh）将軍までも戦死した。ほかにも陬市西北で第44軍の第150師団が撃滅されて、許國璋（zh）師団長が戦死するなど中国側は損害が続出した。常徳南西の桃源も落ち、日本軍の包囲網は一応完成した。
常徳城には中国第74軍の第57師団（余程萬（zh）少将）が守備についており、河川や水壕を生かして堅固な陣地を構成していた。11月22日、日本軍は第116師団が担当して攻城戦を開始したが、外郭陣地で激しい抵抗を受けて、歩兵第109連隊長の布上照一大佐以下多数の死傷者を出してしまった。予想外の苦戦に、日本側は第11軍司令部が直接の作戦指揮に乗り出し、11月25日から第3師団と第68師団の一部を加えて第二次総攻撃を行った。激戦の末、28日から29日にかけて日本軍は城内に突入したが、中国軍はなおも市街戦で抵抗し、家屋を一軒ずつ破壊・制圧するような戦闘が続いた。29日には、日本軍は市街に放火して破壊し作戦を終えるよう命令を発したが、煉瓦や土壁造りの建物が多く失敗した。
そこで、日本軍は包囲陣の一部を開放することで守備隊の脱出行動を誘うことにした。中国軍はこの計略に乗せられ、余師団長は一部の部隊とともに城外へ脱出し、後の指揮は連隊長の一人に委ねられた。12月3日、日本軍の最後の総攻撃で、中国側指揮官の連隊長は戦死し、常徳城守備隊は降伏した。中国側記録によると、第57師団は士官の95%が死傷し、重火器の90%を失うまで戦った。日本側の記録によれば、日本軍の損害は戦死72人と戦傷148人、中国軍の損害は遺棄死体502体と捕虜540人であった。中国軍の余師団長は部下200人とともに撤退に成功し、7日に毛湾の新編第11師団に収容された。常徳城の包囲戦の最中、中国第10軍は解囲作戦を試みていたが、12月1日に予備第10師団長である孫明瑾（zh）将軍が戦死するなどして失敗に終わった。なお、中国側は、この常徳の戦闘において日本軍が化学兵器を大量使用したと主張している。
この間11月下旬には、湖北省西部において、中国軍が日本軍拠点に対して頻繁な反撃を試みている。中国側によれば、11月25日には当陽で日本軍800人を殲滅し、航空機2機を破壊した。また、11月28日には、龍泉舗でも日本軍300人を殲滅したほか、荊門の日本軍物資集積所や飛行場を破壊したと主張している。

### 日本軍の撤収
常徳の占領を終えた日本軍は、第3期作戦として占領地を放棄して初期位置への撤退を始めた。第11軍の予定では3日以内に撤退開始のはずだったが、支那派遣軍司令部からの指示で撤収が延期され、12月11日に第3期作戦開始となった。これは、11月25日に台湾の新竹市が中国本土からの空襲を受けたこと（新竹空襲）をきっかけに、飛行場制圧のための大陸打通作戦の構想が浮上したため、作戦拠点として常徳を確保しておくべきとも思われたからである。結局は大陸打通作戦時にあらためて侵攻を行うことに決まり、今回は撤退することになった。
中国軍は、撤退を始めた日本軍に対して積極的な追撃を行った。中国側の反攻は11月下旬からずっと続いていたが、一層激しさを増してきた。日本軍の撤退が遅れたことで、中国軍は態勢を立て直すことに成功しており、有力な反撃を行うことができたのである。中国軍第132師団は、煖水街付近に日本軍が撤退援護に残していた宮脇支隊（独立混成旅団から抽出の軽装備の3個大隊基幹）を攻撃し、日本側が第13師団の一部を救援に送らざるをえないほどの力戦をした。中国側は12月22日までの追撃戦で日本軍に大損害を与えたと主張している。ただ、中国側も反撃局面でも大きな損害を受けている。
12月末までに、日本軍は作戦前の地点へと帰還した。常徳は再び中国軍の支配下となった。

## 結果
日本軍は、常徳の一時制圧と、中国軍の撃破という目標を一応は達成した。日本軍の損害は、日本側記録によれば戦死傷 11,000 。また、この戦いで、当時の第二方面軍司令官で後の陸軍大臣となる阿南惟幾の次男阿南惟晟少尉が戦死している。日本側の戦果記録によると、12月8日までの範囲で中国軍の損害は遺棄死体29,503体、捕虜14,025人にのぼった。遺棄死体数記録は過大であると見られ、戦死者の実数は1万人程度とも推定されるものの、師団長3人(彭士量、孙明瑾、許国璋)が戦死し、山砲・対戦車砲・迫撃砲計150門余が鹵獲されるなど中国側の損害が大きかったことは確かである。
これに対し、中国側も自軍の勝利を主張している。中国側によれば日本軍の損害は死傷4万人以上、中国軍の人的損害は6万人とする。戦略的には日本側の常徳占領の目的を失敗に終わらせ、すべての占領地を奪還した中国軍の一大勝利であり、しかも余裕のある勝利だったと称している。中国側には、日本の大陸打通作戦を有効に防いだとの評価もある。容易に勝利を得られたことがかえって慢心につながり、次の大陸打通作戦における敗北を招いたとの評価もある。ただし、既述のように、日本側史料によれば常徳ほかの恒久占領はそもそも日本側の本来の作戦意図ではなく、撤退は予定通りの行動に過ぎないものであった。また、直接に大陸打通作戦のために実施された作戦でもなかった。
本作戦中から猛威をふるいだしたアメリカ第14空軍の存在は、新竹空襲の一件もあって、日本軍に強く意識されるようになった。その結果、連合国側の飛行場を陸上侵攻によって破壊するという構想が浮上し、大陸打通作戦が実施されることになる。常徳作戦実施のきっかけとなった甲号転用は、大陸打通作戦の実施に伴い、1944年（昭和19年）1月22日に中止が決定された。

## 関連作品
- コマンドマガジン第111号付録ゲーム『常徳殲滅作戦』:よ号作戦の第二期終了、即ち常徳占領までをカバーした作戦級ゲーム。